# 下請代金支払遅延等防止法
下請代金支払遅延等防止法（したうけだいきんしはらいちえんとうぼうしほう、昭和31年法律第120号）は、親事業者の下請事業者に対する優越的地位の濫用行為の規制に関する日本の法律である。通称下請法。
本法による規制は日本における競争法の1分野を構成する。1956年（昭和31年）6月1日に公布された。
主務官庁は公正取引委員会経済取引局企業取引課と中小企業庁事業環境部取引課で、国土交通省不動産・建設経済局建設業課、厚生労働省職業安定局雇用政策課など他省庁と連携して執行にあたる。
なお、以下で単に条名のみを記す場合、下請法のものをさす。

## 概要
親事業者が下請事業者に委託業務を発注する場合、親事業者が優越的地位にある。そのため、親事業者の一方的な都合により、下請代金が発注後に減額されたり、支払いが遅延することがある（優越的地位の濫用）。そこで、下請取引の公正化を図り、下請事業者の利益を保護するために、私的独占の禁止及び公正取引の確保に関する法律の特別法として制定された。平成15年（2003年）の法改正により、規制対象が役務取引に拡大され、違反行為に対する措置の強化が行われた。

## 規制対象

### 親事業者と下請事業者
下請法における「親事業者」と「下請事業者」は次の区分に従って定義されている（2条7項、8項）。いずれも、委託する側が親事業者であり、委託を受ける側が下請事業者となる。
| 親事業者                             | 下請事業者                                |
| ------------------------------------ | ----------------------------------------- |
| 資本金3億円超の法人事業者            | 個人事業者・資本金3億円以下の法人事業者   |
| 資本金1千万円超3億円以下の法人事業者 | 個人事業者・資本金1千万円以下の法人事業者 |

| 親事業者                               | 下請事業者                                |
| -------------------------------------- | ----------------------------------------- |
| 資本金5千万円超の法人事業者            | 個人事業者・資本金5千万円以下の法人事業者 |
| 資本金1千万円超5千万円以下の法人事業者 | 個人事業者・資本金1千万円以下の法人事業者 |

これらに該当する場合、事業者は会社に限らず、公益法人などでも適用される。また、規定の上では親子会社間の取引であっても適用されることになるが、実質的に同一会社内での取引とみられる場合は、運用上問題とされない。
なお、事業者が直接他の事業者に委託すれば下請法の適用がある場合に、上記の親事業者に該当しない子会社を設立し、その子会社を通じて委託取引を行うことで、下請法の適用を逃れることが考えられる。このような行為を防止するため、親会社と子会社の支配関係や取引実態が一定の要件を満たせば、この子会社は親事業者とみなされる（トンネル会社規制、2条9項）。

### 取引内容
下請法の規制対象となる取引の内容は、以下の取引である。
製造委託（2条1項）
物品の製造や販売、修理を営んでいる事業者（親事業者）が、「規格、品質、形状、デザイン、ブランドなどを細かく指定して」他の事業者（下請事業者）に物品等（物品、その半製品、部品、付属品、原材料、金型）の製造や加工などを委託する取引。
修理委託（2条2項）
物品の修理を営んでいる事業者（親事業者）が業として請け負う物品の修理の全部又は一部を他の事業者（下請事業者）に委託する取引と、事業者（親事業者）が自社で使用する物品を自社で業として修理する場合に、修理の一部を他の事業者（下請事業者）に委託する取引。
情報成果物作成委託（2条3項）
情報成果物（ソフトウェア、映像コンテンツ、各種デザイン）の提供や作成を営む事業者（親事業者）が、その情報成果物の作成の全部または一部を他の事業者（下請事業者）に委託する取引と、事業者（親事業者）が自社で使用する情報成果物の作成を業として自社で作成する場合に、作成の全部または一部を他の事業者（下請事業者）に委託する取引。
役務提供委託（2条4項）
役務（サービス）の提供を営む事業者（親事業者）が、請け負った役務の全部または一部を他の事業者（下請事業者）に委託する取引。なお、建設業者が請け負う建設工事は除かれており、これについては建設業法の定めるところによる（2条4項）。

## 親事業者の義務
下請取引にあたって、親事業者は、次のような義務を負う。
書面の交付義務（3条）
発注にあたって、下請事業者に対し、取引内容に関する具体的記載事項を全て記載した書面（三条書面）を交付しなければならない。記載すべき内容は、「下請代金支払遅延等防止法第三条の書面の記載事項等に関する規則」1条1項に定められている。
下請代金の支払期日を定める義務（2条の2）
下請事業者との合意の上で、下請代金の支払期日を定めなければならない。この期日は、納品日から60日以内で、かつできるだけ短い期間内でなければならない。
書類の作成・保存義務（5条）
下請取引が完了したとき、取引記録を作成し、2年間保存しなければならない。
遅延利息の支払い義務（4条の2）
支払期日までに下請代金を支払わなかった場合、納付日から60日を経過した日から実際に支払われた日まで、年14.6%の割合による遅延利息を支払わなければならない。

## 禁止行為
親事業者の禁止行為として、次のような行為が定められている。
受領拒否（4条1項1号）
発注の取消しや納期の延期なども受領拒否にあたる。「下請事業者の責めに帰すべき理由」がある場合とは、「下請事業者の給付の内容が三条書面に明記された委託内容と異なる場合又は下請事業者の給付に瑕疵等がある場合」と「下請事業者の給付が三条書面に明記された納期に行われない場合」に限られる。
下請代金の支払い遅延（4条1項2号）
下請代金の減額（4条1項3号）
原材料価格の下落等を含め、あらゆる名目、方法での減額行為が禁止されている。振込手数料や消費税相当額を支払わないこともこれに該当する。
不当返品（4条1項4号）
「親事業者が受入検査を行い、いったん合格品として取り扱ったもののうち、直ちに発見することができない瑕疵があったもの」や、「親事業者が下請事業者に受入検査を文書で委任している場合、直ちに発見することのできない瑕疵や、直ちに発見できる瑕疵であっても明らかな検査ミスのあるとき」は、受領後6か月以内であれば返品することができる。
買いたたき（4条1項5号）
「通常支払われる対価」とは、「その下請事業者の属する取引地域において一般的に支払われる対価」をいう。
購入強制・役務の利用強制（4条1項6号）
報復行為（4条1項7号）
有償支給原材料等の対価の早期決済（4条2項1号）
割引困難手形の交付（4条2項2号）
割引困難手形とは、繊維業では90日、その他の業種では120日を超える長期の手形をいう。
経済上の利益の提供要請（4条2項3号）
不当な給付内容の変更・やり直し（4条2項4号）

## 取り締まり

### 概要
親事業者が禁止行為を行っている場合、公正取引委員会は、親事業者に対して、原状回復措置等の必要な措置をとるべきことを勧告するものとされる（7条）。また、公正取引委員会と中小企業庁が共同で定期的に書面調査・立入検査を行っている。さらに、親事業者の義務違反や禁止行為があった場合、立入検査を拒んだ場合などは、50万円以下の罰金が規定されている（10条以下）。

### 是正勧告した企業の社名公表
長らく下請法の運用は、大半が親事業者に対する指導（警告）のみで終わっており、正式に勧告（是正に関して事実上強制力がある行政指導）や罰金刑（公取委から犯罪として告発される）に処された事例はほとんどなかったが、「価格破壊」等の語に象徴される企業の過当競争の激化により下請法に抵触する不法行為の事例が相次いだことから、平成15年（2003年）の改正により違反に対する措置の強化が行われ、翌年の平成16年（2004年）以降、公取委は是正を勧告した企業の社名を公表するようになった。
この結果、下請法に違反した企業名が報道されるようになり、一般にも知られるようになったものの、なおも違反は減っておらず、著名企業・業界大手企業に対する勧告も多い。
2012年3月27日、公取委は大創産業に対し、同社が展開する100円ショップ「ザ・ダイソー」にて販売する商品の製造を委託する下請け業者に売れ残り商品を不当に返品するなどしていたとして、下請法違反で再発防止を勧告。同年9月20日には通信販売大手ニッセンホールディングスの子会社ニッセンに対し、商品製造を委託する下請業者に支払う代金を不当に減額し、売れ残りも返品の上送料まで負担させていたとして下請法違反で再発防止を勧告した。下請法による通信販売業者への勧告は全国初となった。更に同月25日、日本生活協同組合連合会に対し、下請業者に支払う代金を不当に減額及び遅延させていたとして、これについても下請法違反で再発防止を勧告。違反総額は519社に対し合計約38億9400万円という巨額にのぼり、史上最高額の違反事件となった。
2014年6月27日には、スポーツ用品販売大手「ヒマラヤ」に対し、同社がプライベートブランド商品の製造委託先に売れ残りを不当に返品し、代金を減額させるなどしていたとして、下請法違反で再発防止を勧告した。不当な返品、減額は中小企業45社に対して行われ、2012年3月以降分で約1億400万円に上った。ヒマラヤは2012年3月から4月、スキー用品の販売を終了すると称し、2社に約8400万円分の在庫を不当に引き取らせたほか、受発注システム利用料の名目で実態の伴わない費用を商品代金から差し引くなどし、下請け企業への支払いを約2000万円圧縮した。公取委はこれらを悪質な不法行為であるとして、2013年3月、ヒマラヤに対し立ち入り検査を行った。これを受けヒマラヤは商品を買い戻し、減額分の支払いにも応じたという。
更に2014年7月、大創産業が再び売れ残り商品を下請け業者に不当に返品するなどの下請法違反行為に及んだとして、二度目の再発防止勧告を行った。大創産業は一度目の勧告を受けた直後の2012年5月から2013年10月、売れ残った台所用品や文房具など約1億3915万円分について、下請け業者62社に不当に返品していた。更にうち2社に対しては発注前に決定した予定価格を発注時に突如不当に引き下げるという買い叩き行為もしていた。同社は既に不当な返品分・買い叩き分など総額約1億4500万円を62社に支払ったという。勧告時に企業名を公表するようになった2004年以降、2回の勧告を受けた企業は例がなく、大創産業が初めてであった。

### 減らぬ違反と下請法の周知徹底
公取委が是正を勧告した企業の社名を公表するようになっても違反は後を絶たない。
平成28年（2016年）にはほっともっと・やよい軒などのフランチャイズを運営するプレナス、日本ドラッグチェーン会のプライベート・ブランド発売元ニッド、大手コンビニエンスストアチェーンファミリーマートなど11社が勧告を受けた。この内ファミリーマートは2014年7月から2016年6月までの間、おにぎりや弁当・調理パンなどプライベート・ブランドの食品を製造する業者20社に対し、「開店時販促費」等と称して割引セールの値引き分やセールで売れ残った商品の代金分を減額していたほか、加盟店などに配る新商品カタログの制作費などを負担させていた。不当に減額した総額は2年間で約6億5000万円に上っており、中には1社で約1億9000万円減額された業者もあった。
更に平成29年（2017年）には業務用食材卸業の久世や、ファミリーマートと同様コンビニ事業における違反により大手製パン業山崎製パンが勧告を受けた。山崎製パンが展開する系列のコンビニエンスストアチェーンデイリーヤマザキで販売する弁当や麺類等の製造を委託した10社に対し、下請け代金を「ベンダー協賛金」や「販売奨励金」などの名目で不当に減額していたほか、弁当を買った客に渡す割り箸やフォークの調達費用も負担させていた。山崎製パンによる違反の多くは2015年1月までであったが、一部は「オープン販促費」名目で2017年1月まで続いていたため、中小企業庁が同年4月、公取委に対し勧告するよう求めていた。2017年にはセブン-イレブン・ジャパンも協賛金やカタログ制作費についてファミリーマートやデイリーヤマザキと全く同じ問題を指摘され、勧告を受けている。

不当に労働力を提供させた事例もある。
平成30年（2019年）9月に勧告を受けたLIXILビバは、自社の店舗「ホームセンター ビバホーム」において販売する日用品、園芸用品、大工用品等の製造を委託した下請け事業者に対し、下請け事業者との利益との関係を明らかにすることなく、その従業員等を派遣するよう要求。2017年10月から2018年12月までの間、「ビバホーム」35店舗において下請け事業者計43社の従業員のべ812人に、商品、商品棚、什器等の移動、商品の陳列等の作業を、賃金、交通費、宿泊費など一切の給与・手当を支給することなく、のべ6131時間26分（休憩時間を含む）に渡って行わせていた。本法第4条第2項第3号（不当な経済上の利益の提供要請の禁止）違反を指摘されている。

勧告を受けた事業者のほとんどは「下請法の趣旨を理解していなかった」と釈明していることから、公取委は下請法の内容および運用ガイドラインの更なる周知徹底や罰則強化が必要になっている、と認識した。その結果、公取委は毎年11月を「下請取引適正化推進月間」と定めて、同月には下請法の普及・啓発に関する取り組みを集中的に行うほか、下請法に関する各種パンフレットを作成および配布をしている。